# Arvika
Arvika è una città della Svezia capoluogo dell'omonimo comune, conta 14 184 abitanti e si trova nella contea di Värmland.

## Geografia fisica
La città si trova a Kyrkviken, baia del Glafsfjorden, unico fiordo interno svedese (un tempo fiordo del Lago Ancylus), risalente all'ultima glaciazione.
La zona dove sorge la città è collinare, con il colle più alto Storkasberget vicino al centro cittadino.
Arvika ha eccellenti infrastrutture idriche, la città ha il porto più interno di tutta la Svezia. Attraverso un sistema di canali può essere raggiunto il lago Vänern, e da lì il Canale di Göta verso Göteborg e la costa occidentale della Svezia.

## Storia
A dieci chilometri a ovest della città, a Bergs Klatt, ci sono alcune sepolture e resti risalenti all'età della pietra e all'età del bronzo scandinava.
La città era un piccolo villaggio fino al 1811, quando le furono concessi i privilegi dello status di città (stad), per Decreto Reale, con il nome Oscarsstad con l'obiettivo di migliorare l'economia della zona. Questo tentativo non ebbe successo, ed i privilegi di città le furono tolti nel 1821 quando le fu invece riconosciuto lo status di Köping (borgata) e rinominata Arvika. I privilegi di città furono poi ripristinati nel centenario della fondazione nel 1911, confermando il nome originario. Lo status di città è, in Svezia, ormai obsoleto ma Arvika è dal 1971 sede dell'omonimo comune fra i più grandi della nazione.
La locale chiesa di Mikaelskyrkan risale al 1647, mentre la chiesa del centro, Trefaldighetskyrkan, fu costruita lo stesso anno della rinomina a città, 1911.

## Economia

### Industria
La città ha diversi impianti di produzione industriale che occupano la maggior parte della popolazione, tra questi: Thermia, Volvo Construction Equipment (controllata Volvo di macchine di movimento terra), Arvika gjuteri (nota fonderia) e Coffee Queen (fabbrica di macchine per il caffe).

## Galleria d'immagini

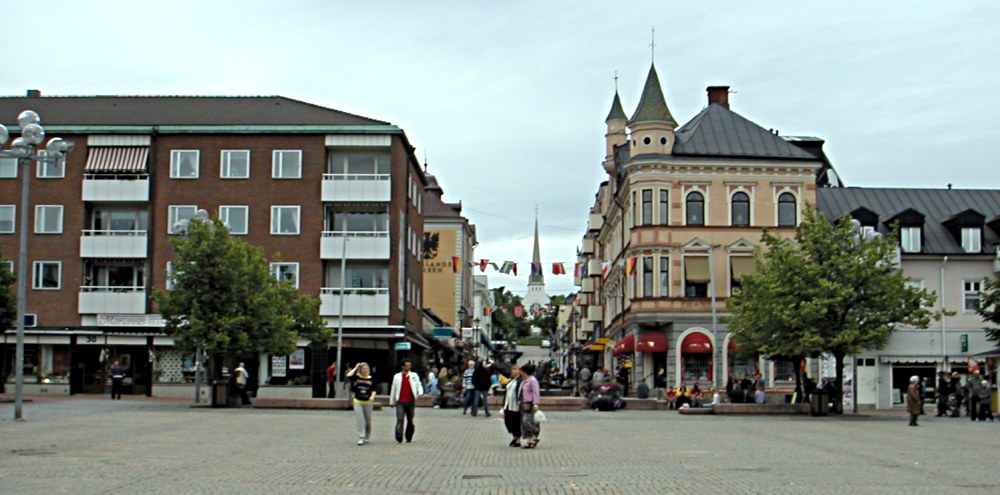
Il centro della città (giugno 2004)
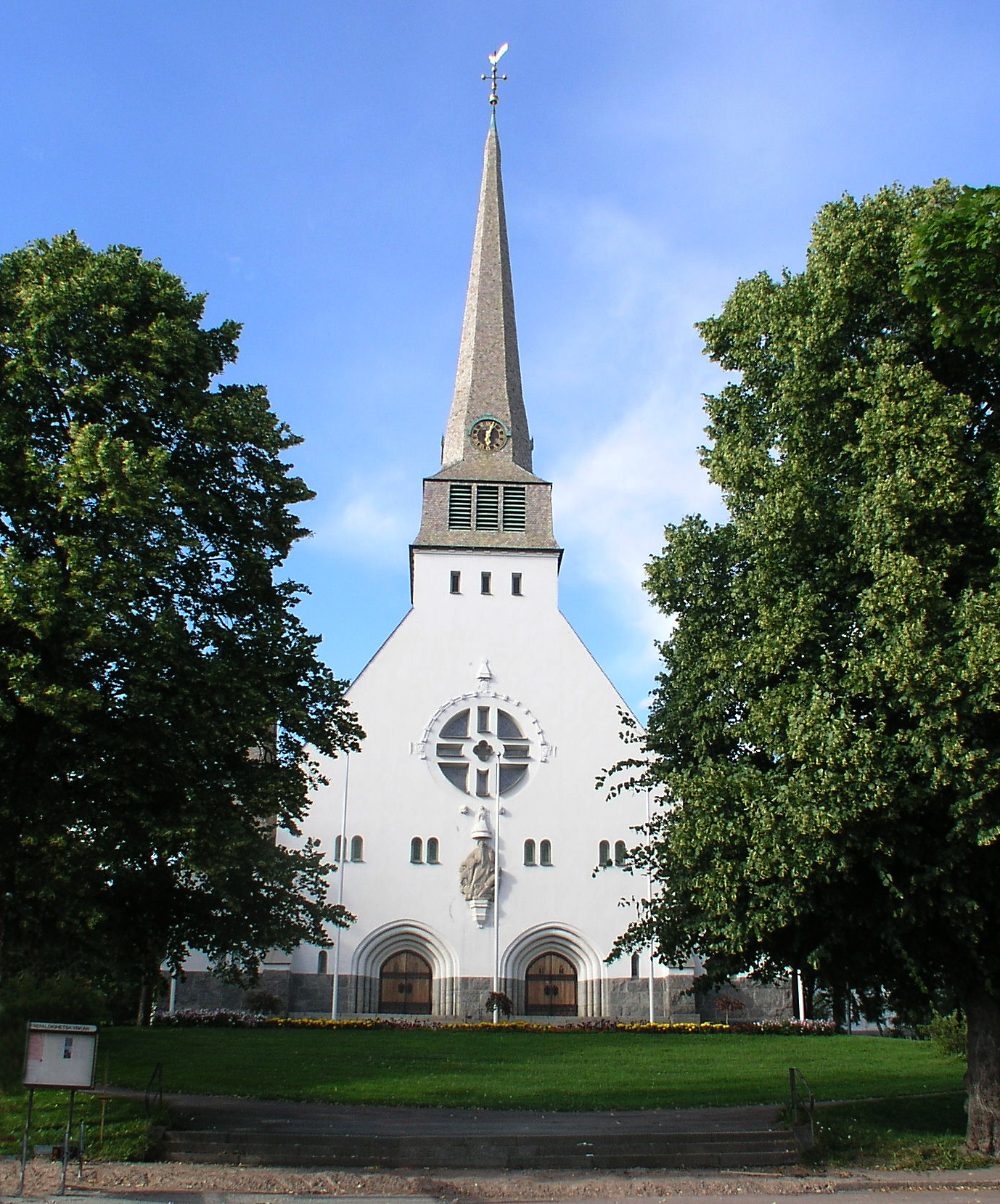